# Figueira de Castelo Rodrigo
Figueira de Castelo Rodrigo là một huyện thuộc tỉnh Guarda, Bồ Đào Nha. Huyện này có diện tích 509 km², dân số thời điểm năm 2001 là 7158 người.